# Vivo Feliz
Vivo Feliz é um álbum de estúdio da cantora e compositora brasileira Elza Soares, lançado em 2003 pelo selo Reco-Head Records e com produção musical de Arthur Joly.

## Antecedentes
Após o sucesso de Do Cóccix até o Pescoço (2002), caracterizado por uma maior experimentação e a fusão de vários gêneros, Elza Soares seguiu independente e em seguida começou a trabalhar em outra obra inédita.

## Produção e composição
Elza Soares começou a trabalhar com Arthur Joly, líder do projeto eletrônico Mugomango, e que tempos antes lançou o álbum Elétrico Brasil 2002. Musicalmente, Vivo Feliz é o álbum com maior influência da música eletrônica da carreira da cantora. O cantor Nando Reis participa em "Concórdia", composição até então inédita do músico. Elza Soares também regravou "Computadores Fazem Arte", de Chico Science e Nação Zumbi. Anderson Lugão, que era marido da artista naquele período, é autor de "Rio de Janeiro" e Two Tac.
Além de 10 faixas, o disco também incluiu uma faixa interativa com o making of do projeto.

## Lançamento e recepção
| Críticas profissionais | Críticas profissionais |
| Avaliações da crítica  | Avaliações da crítica  |
| Fonte                  | Avaliação              |
| ---------------------- | ---------------------- |
| IstoÉ                  | [ 2 ]                  |

Vivo Feliz foi lançado em dezembro de 2003 pelo selo Reco-Head Records. O álbum recebeu avaliações favoráveis da crítica. Mauro Ferreira, para a revista IstoÉ, chegou a dizer que "Vivo Feliz é um disco jovial, corajoso" e que "Elza Soares já era moderna nos anos 60, mas nunca foi tão ousada como neste trabalho em que reinventa seu canto sem nunca perder o tom da modernidade".
Apesar da boa recepção com a crítica, o álbum não alcançou o mesmo sucesso do projeto antecessor.

## Faixas
A seguir lista-se as faixas, compositores e durações de cada canção de Vivo Feliz:
| N.º            | Título                           | Compositor(es)      | Duração |  |
| 1.             | "Intro"                          | Elza Soares         | 0:24    |  |
| 2.             | "Opinião"                        | Zé Keti             | 4:28    |  |
| 3.             | "Eu Gosto da Minha Terra"        | Randoval Montenegro | 3:30    |  |
| 4.             | "Rio de Janeiro"                 | Anderson Lugão      | 3:51    |  |
| 5.             | "Volta por Cima" (part. Pyroman) | Paulo Vanzolini     | 3:36    |  |
| 6.             | "Somos Todos Iguais"             | Soares              | 4:33    |  |
| 7.             | "Two Tac"                        | Lugão               | 4:07    |  |
| 8.             | "Concórdia" (part. Nando Reis)   | Nando Reis          | 4:06    |  |
| 9.             | "Computadores Fazem Arte"        | Fred Zero Quatro    | 7:40    |  |
| 10.            | "Lata D'Água"                    | Soares              | 4:33    |  |
| Duração total: | Duração total:                   | Duração total:      | 40:51   |  |